# 横浜国立大学附属鎌倉中学校内申書事件
横浜国立大学附属鎌倉中学校内申書事件（よこはまこくりつだいがくふぞくかまくらちゅうがっこうないしんしょじけん）とは、1976年（昭和51年）に横浜国立大学附属鎌倉中学校で起きた内申点をめぐる事件。

## 概要
横浜国立大学附属鎌倉中学校は、当時県下一の進学校として知られていた神奈川県立湘南高等学校へ毎年50〜60名程度の合格者を出しており、名門校である湘南高校への登竜門として知られ、優秀な生徒が集まっていた。このような一般の公立中学校より突出して多い合格者数に県議会やマスコミなどからの批判が高まり、「平等」や「公平」の名の下、鎌倉中学校で内申点の評価方法として使われていた絶対評価を改め、当時の公立中学校と同じ相対評価とするよう圧力がかかった。
しかし、学力上位層が集まる鎌倉中学校では、相対評価による内申点換算では公立中学と比べて著しく不利となってしまうことは自明であり、神奈川県で実施されていたアチーブメントテストでの点数が満点にもかかわらず、評価が1となってしまうなどの事態が急増した。
この結果、鎌倉中学校から実力相応の公立高校へ進学することは困難となり、湘南高校への進学者も激減。湘南高校では鎌倉中学校から入学した優秀な生徒が県下トップの東京大学合格者数を支えていたという背景から、次第に同校の進学実績は衰退。学区の縮小や高校百校新設計画によるベテラン教員の流出なども追い討ちをかけ、神奈川県の公立高校の地盤沈下の一因にもなった。

## 外部サイト
- 参議院会議録情報　第080回国会　予算委員会第四分科会　第1号